# 飞熊军
飞熊军為《三国演义》中董卓的私人精锐部队，旗帜上绣有肋生双翅的飞熊图案，由董卓的心腹大将李傕等人统领。飞熊军是由西凉军中的精英和能人异士组成，如军中的胡车儿，据说其“力能负五百斤，日行七百里”；飞熊军装备極其精良，拥有西凉铁骑和经常与外族作战的西凉将士，战斗力十分强。（《三国演义》第九回〈除暴凶吕布助司徒　犯长安李傕听贾诩〉：“便命心腹将李傕、郭汜、张济、樊稠四人领飞熊军三千守郿坞，自己即日排驾回京。……卻說李傕，郭汜，張濟，樊稠聞董卓已死，呂布將至，便引了飛熊軍連夜奔涼州去了。”）。

## 由来
“飞熊”：指贤人和隐士。
1. 据《武王伐纣平话》：西伯侯夜梦飞熊一只，来至殿下， 周公解梦谓必得贤人，后果得贤人姜尚，当时姜尚正在渭水之滨垂钓。后因以“飞熊”指君主得贤的征兆。 明孙仁孺《东郭记·人之所以求富贵利达者》：“把先齐豪杰还援比，钓竿儿飞熊渭涯。”
2. 指隐士见用。 清刘献廷《广阳杂记》卷五：“今人称隐士见用，多曰渭水飞熊。”